# Sopwith Bulldog
El Sopwith 2FR.2 Bulldog fue un prototipo de caza biplaza británico de la época de la Primera Guerra Mundial. El Bulldog, un biplano monomotor, era un avión de caza/reconocimiento destinado a reemplazar al Bristol F.2 Fighter, pero no tuvo éxito y no se compró ningún reemplazo para el mismo.

## Diseño y desarrollo
En agosto de 1917, la Sopwith Aviation Company inició el diseño de un avión de caza y reconocimiento biplaza, destinado a reemplazar al Bristol F.2 Fighter, y recibió permiso para construir prototipos del Sopwith FR.2. La intención era que el FR.2 estuviera propulsado por un motor Hispano-Suiza 8 V-8 de 149 kW (200 hp) refrigerado por agua, pero el Hispano tenía una gran demanda, por lo que se decidió cambiar al nuevo Clerget 11, un motor rotativo de once cilindros, cambio que llevó a que el futuro diseño fuera redesignado como 2FR.2.
El Bulldog era un biplano compacto de un solo vano que se parecía al primer prototipo del caza monoplaza Sopwith Snipe. El piloto se sentaba debajo del ala superior, con la cabeza y los hombros sobresaliendo a través de un gran espacio en la sección central, mientras que la cabina del observador estaba detrás del borde de salida del ala superior. El armamento consistía en dos ametralladoras Vickers sincronizadas instaladas en una joroba delante del piloto, mientras que el observador/artillero estaba provisto de dos ametralladoras Lewis, una en un montaje telescópico delante de la cabina del observador y el segundo en un montaje de pilar, para proporcionar defensa trasera.
El primer prototipo apareció a principios de 1918, pero tenía sobrepeso y no se manejaba bien. Fue rápidamente reconstruido con alas de dos vanos mucho más grandes, lo que mejoró el manejo, pero el rendimiento del prototipo siguió siendo decepcionante, ni siquiera igualaba al del avión que pretendía reemplazar. El bajo rendimiento se debía en parte a que el motor Clerget no proporcionó la potencia esperada, produciendo sólo 149 kW (200 hp) en lugar de los 194 kW (260 hp) esperados. El segundo prototipo fue equipado con un motor radial ABC Dragonfly de 267 kW (360 hp), pasando a ser el Bulldog Mk. II, pasando a ser el primer prototipo el Bulldog Mk. I. Sin embargo, aunque el Dragonfly daba mucha más potencia que el Clerget, era irremediablemente poco fiable, y un piloto de pruebas afirmó que "... nunca recuerdo haber podido hacer que todos los cilindros funcionaran al mismo tiempo" y "no recuerdo que hayamos conseguido una sola actuación exitosa con el motor".
Los trabajos en un tercer prototipo fueron abandonados debido al fracaso de los dos primeros aviones, aunque el segundo prototipo continuó en uso hasta al menos marzo de 1919, realizando vuelos de pruebas en intentos inútiles de resolver los problemas del Dragonfly.

## Variantes
FR.2
Designación inicial del prototipo con motor Hispano-Suiza 8.
2FR.2 Bulldog
Designación final con el motor Clerget 11 de 149 kW (200 hp), uno construido.
Bulldog Mk. I
Primer prototipo 2FR.2, modificado con alas de dos vanos.
Bulldog Mk. II
Segundo prototipo con motor radial ABC Dragonfly de 267 kW (360 hp), uno construido.

## Especificaciones (Mk.I, alas de dos vanos)
Referencia datos: War Planes of the First World War: Volume Three Fighters 

### Características generales
- Tripulación: Dos (piloto y observador/artillero)
- Longitud: 7 m (23 ft)
- Envergadura: 10,3 m (33,8 ft)
- Altura: 2,7 m (8,8 ft)
- Superficie alar: 31,1 m² (334,8 ft²)
- Peso vacío: 654 kg (1441,4 lb)
- Peso cargado: 1132 kg (2494,9 lb)
- Planta motriz: 1× motor rotativo de 11 cilindros refrigerado por aire Clerget 11Eb.
  - Potencia: 150 kW (207 HP; 204 CV)
- Hélices: Bipala de paso fijo

### Rendimiento
- Velocidad máxima operativa (Vno): 175 km/h (109 MPH; 94 kt) a 3000 m (10 000 pies)
- Alcance: 2 h
- Techo de vuelo: 4600 m (15 092 ft)
- Tiempo a altitud: 15 min 35 s para 4600 m (15 000 pies)

### Armamento
- Ametralladoras: 

  - 2x Vickers de 7,7 mm frontal fija
  - 2x Lewis de 7,7 mm flexible en la cabina trasera

## Aeronaves relacionadas

### Aeronaves similares
- Bristol F.2 Fighter
- Sopwith Hippo

### Secuencias de designación
- Secuencia _FR._ (interna de Sopwith): FR.2 - 2FR.2